# 太子駅 (香港)
太子駅（たいしえき）は、香港九龍油尖旺区旺角太子にある港鉄（MTR）の駅である。

## 利用可能な路線
- 香港鉄路
  - ■観塘線
  - ■荃湾線

## 駅構造
島式ホーム2面4線の地下駅。地下2階と地下3階に、島式ホーム1面2線がそれぞれ設置されている。

### 駅階層
| G 地面        | -                              | 出口                                   |
| L1 コンコース | コンコース                     | サービスセンター、駅商店、自動サービス |
| L2 ホーム     | ❶番線                          | →■荃湾線荃湾方面→                      |
| L2 ホーム     | 島式ホーム、右側のドアが開く。 |                                        |
| L2 ホーム     | ➋番線                          | ←■観塘線黄埔方面                       |
| L3 ホーム     | ❹番線                          | ←■荃湾線中環方面                       |
| L3 ホーム     | 島式ホーム、左側のドアが開く。 |                                        |
| L3 ホーム     | ❸番線                          | →■観塘線調景嶺方面→                    |

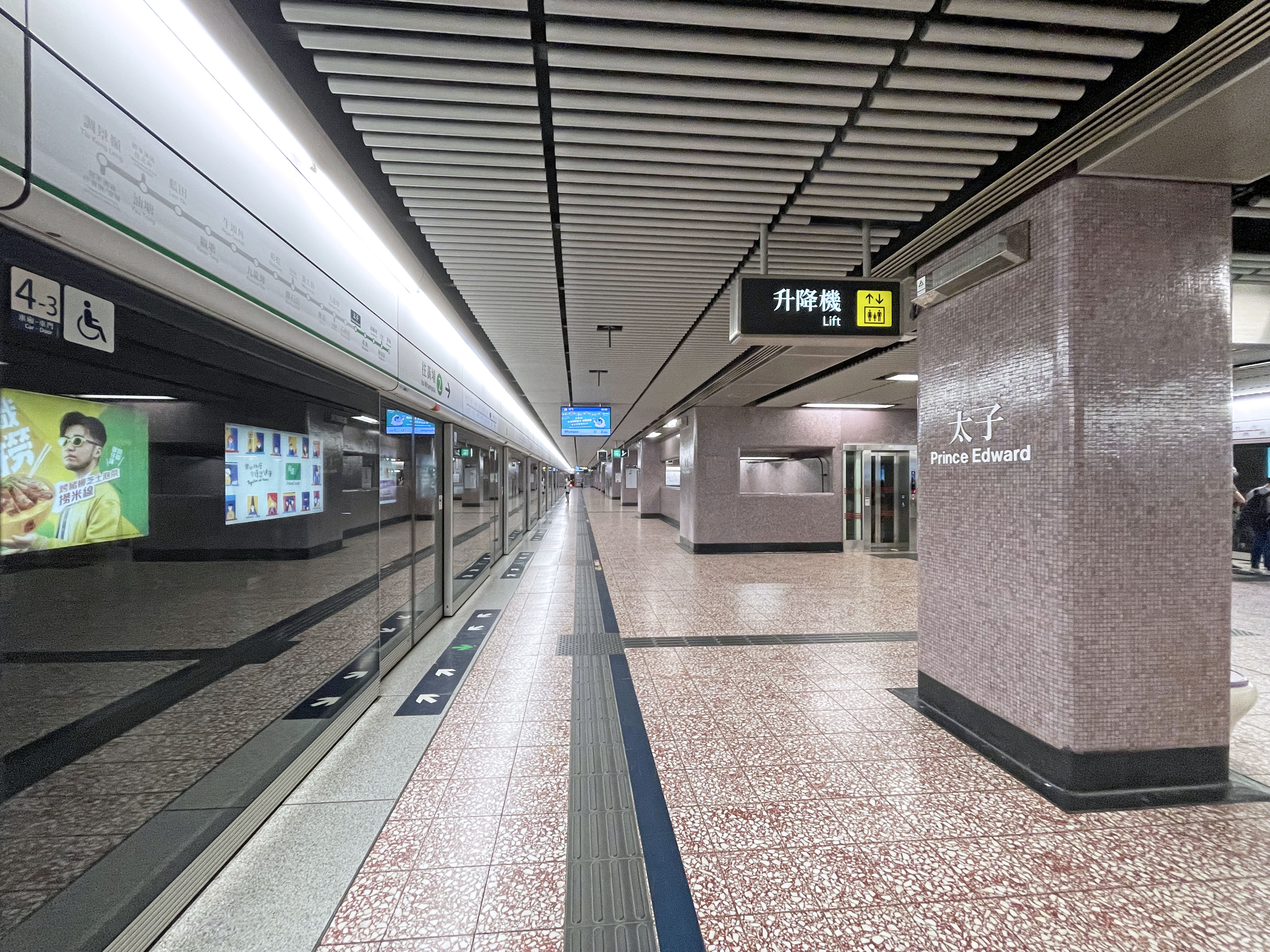
ホーム
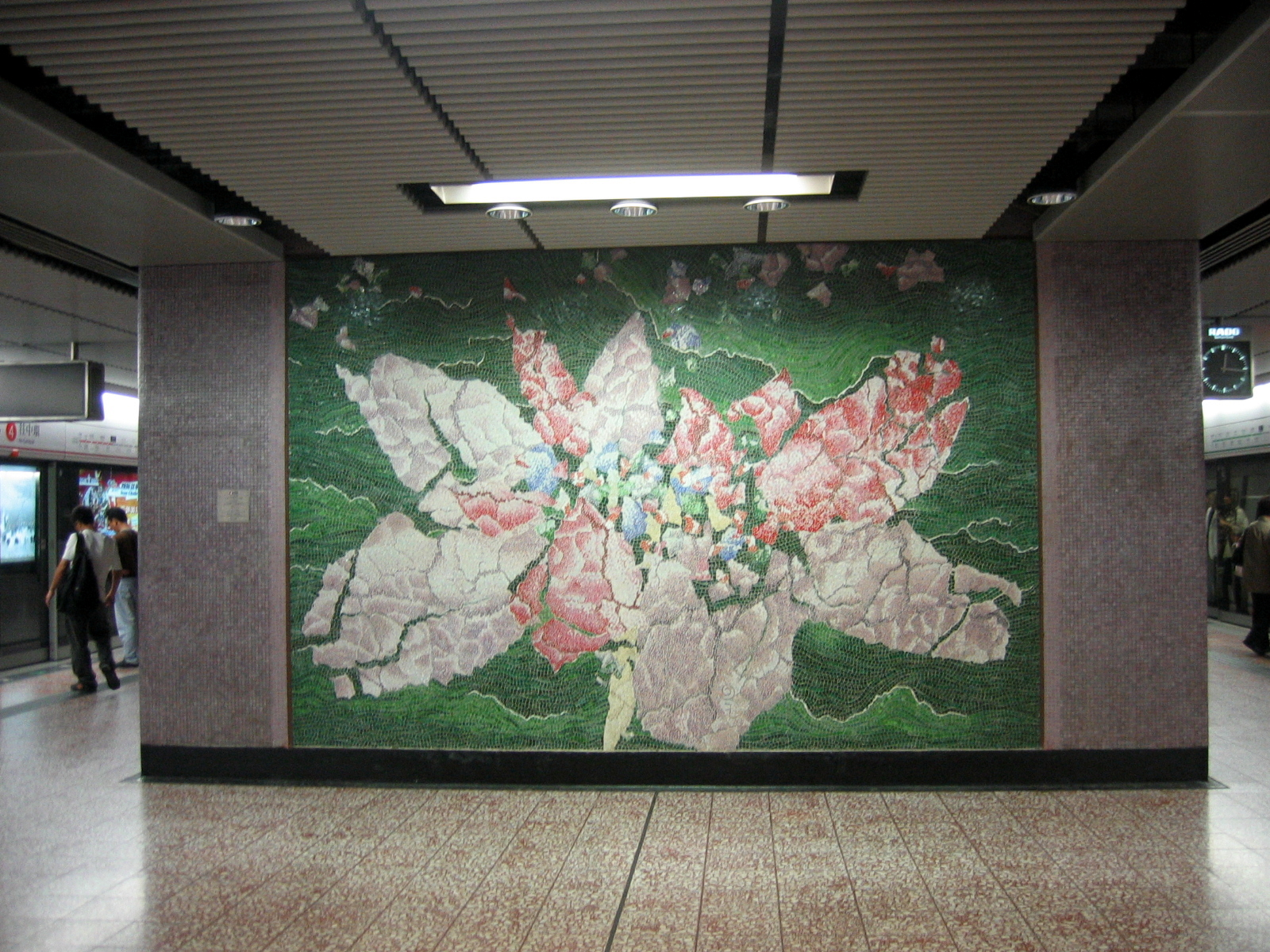
アートデコレーション
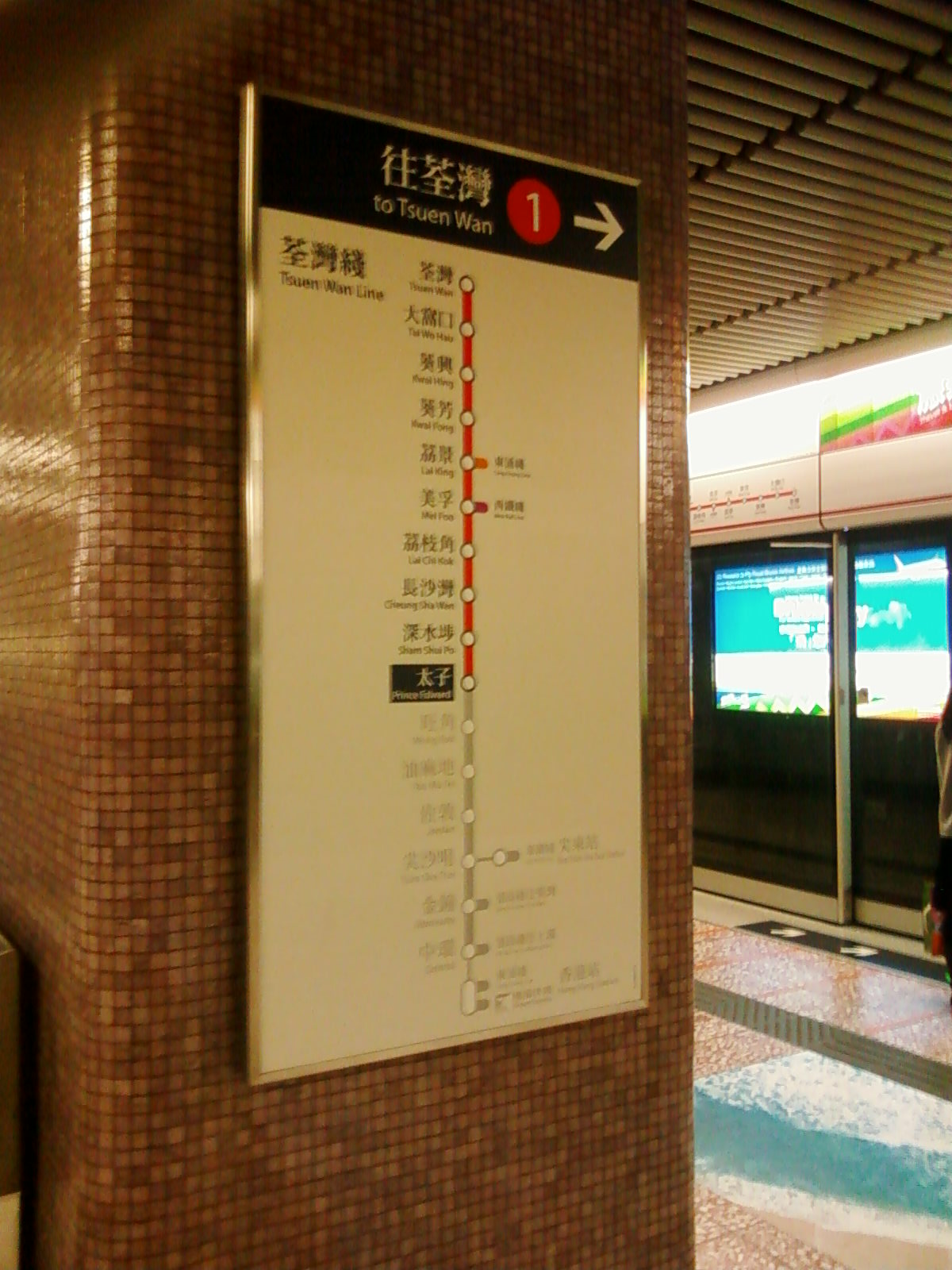
路線図
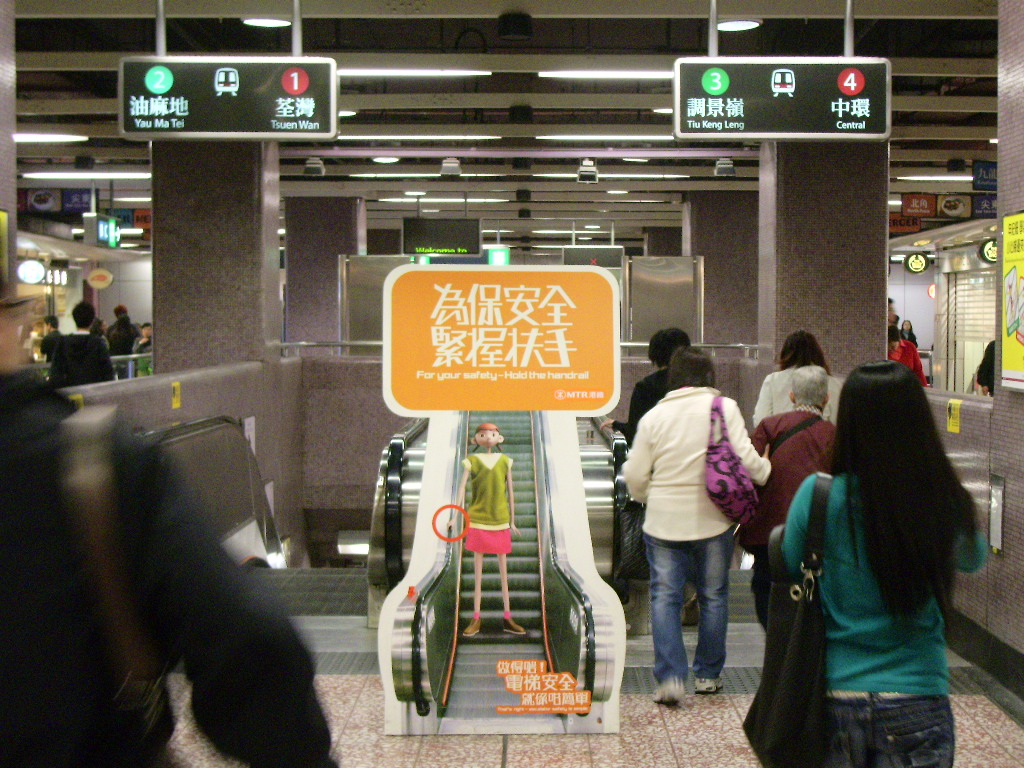
太子のコンコースとホームを結ぶエスカレーター

### コンコース
駅商店・自動サービス
| 駅商店 - セブンイレブン - 美心西餅 - Rice Plus - 西龍傳香飯糰 - 鴻福堂健康快線 - 佐丹奴 - The Body Shop - 恒隆白洋舍 - 藝匠修鞋配匙服務中心 - Nu Health & Beauty Shop Ltd | 自動サービス - 恒生銀行ATM - 中国銀行（香港）ATM - 自動售賣機 - 自動照相機 - 「e分鐘著數」機 - 香港郵政郵箱服務 - 「iCentre」免費上網服務 |

### 出口
| 出口番号                                  | 出口表示     | 目的地                                                                                       |
| ----------------------------------------- | ------------ | -------------------------------------------------------------------------------------------- |
| 出口 · A                                  | 旺角球場     | 中銀太子大樓、室内運動場、旺角球場、運動場道、警察体育遊楽會、西洋菜北街、大埔道             |
| 出口 · B · 1                              | 旺角警署     | 花墟道、旺角警署、太子道西、園圃街雀鳥花園                                                   |
| 出口 · B · 2                              | 旺角警署     | 百匯軒、聯合広場、屋宇署、花園街、始創中心、西洋菜南街                                       |
| 出口 · C · 1                              | 旺角維景酒店 | 長栄大廈、金都商場、合盈商業中心、彌敦道、太子－藍馬之城                                     |
| 出口 · C · 2                              | 旺角維景酒店 | 茘枝角道、李宝椿健康院、旺角維景酒店、砵蘭街、荘啓程預科書院、塘尾道、塘尾道官立小学、大南街 |
| 出口 · D                                  | 汝州街       | 柏樹街、香港保護児童会、基隆街、白楊街、汝州街                                               |
| 出口 · E                                  | 長沙湾道     | 界限街、長沙湾道、楓樹街球場、栢宜中心                                                       |
| 注： 設有失明人士引導徑 \| 設有輪椅升降台 |              |                                                                                              |

## 駅周辺
・ネイザンロードの終点

・旺角警署

・旺角維景酒店

・帝京酒店

・新世紀広場（ショッピングモール）

## 接続交通一覧
鉄道
- 港鉄（MTR）：
  - ■東鉄線：旺角東駅

バス
- 九龍バス：

- - 1、1A、2、2A、3C、6、6C、6F、24、27、30X、33A、35A、36B、37、41、41A、42、42A、43C、44、45、46、58X、59X、60X、63X、66X、67X、68X、69X、81、87B、87D、93K、95、98C、203C、230X、234X、238X、265B、281A、296C
- 新世界第一バス：
  - 701、701S、796C
- 城巴：

- - A21、E21、E21A
- トンネルバス：

- - 102、102P、102R、104、112、117、118、118P、171、171P、904、905、970、970X、N118、N122、N171

ミニバス
- 專線ミニバス：

- - 17M - 九龍医院 ↺ 太子駅
  - 其他路線：12、21K、27M、46、70

## 歴史
- 1982年5月10日 - 開業。

## 事件

警察による市民攻撃の動画

2019年8月31日、香港の引渡条例反対デモの激化により、太子駅構内及び停車中の列車内において、警察の特殊戦術小隊の隊員らは一般市民を含む乗客を無差別に殴打し、負傷者が多数発生する事態が起きた。

## 隣の駅
香港鉄路
■観塘線
旺角駅 - 太子駅 - 石硤尾駅
■荃湾線
旺角駅 - 太子駅 - 深水埗駅